# Петрела Лири
Петрела Лири (итал. Petrella Liri) је насеље у Италији у округу Л'Аквила, региону Абруцо.
Према процени из 2011. у насељу је живело 116 становника. Насеље се налази на надморској висини од 1081 м.